# Бертранж
Бертранж (на люксембургски: Bartreng) е община в Люксембург, окръг Люксембург, кантон Люксембург.
Има обща площ от 17,39 км². Населението ѝ е 6383 души през 2009 година. Неин административен център е село Бертранж.